# Ширакска степ
Ширакската степ или Ширакско плато (на грузински: შირაქის ვაკე; на руски: Ширакская степь) е приповдигтана равнина, разположена в северната част на Закавказието в Югоизточна Грузия, простираща се между долините на реките Алазани на североизток и изток и Йори на юг (леви притоци на Кура).
Дължина от северозапад на югоизток 60 km, ширина до 40 km, максимална височина връх Зилча 845 m, разположен в най-източната ѝ част. Покрита е с черноземни брадавични коилни степи и вторични брадавични степи, развити върху кафяви и кафяви горски почви. На места се срещат светли гори и аридни редки гори.
Отглеждат се зърнени култури, но основно се използва за зимни пасища. Има находища на нефт. Степта е пядко населена. В северозападната ѝ част е разположен град Додоплис-Цкаро.